# Alice Tumler
Alice Tumler (Innsbruck, Áustria, 11 de novembro de 1978) é uma apresentadora de televisão austríaca. Apresentou, juntamente com Mirjam Weichselbraun e Arabella Kiesbauer, o Festival Eurovisão da Canção 2015, em Viena.
Tumler fala fluentemenre alemão, inglês, francês e italiano e um pouco de castelhano e português. Tem uma filha.